# Чернец (альбом)
Чернец — студийный альбом российской рок-группы «Разные люди», выпущенный в 2013 году.
В альбом вошли новые песни, написанные в период с 1 марта по 1 сентября 2012 года, за исключением «Страны», исполнявшейся на концертах с 2008 года. Альбом записывался на студии «Аннастасия» (Санкт-Петербург) с ноября 2012 по март 2013 года.
В процессе записи в социальных сетях Александром Чернецким был объявлен конкурс на название альбома. Из более сотни названий, был выбран вариант Вадима Курылёва. Оформлением альбома занимался Анатолий Ясинский, создавший дизайн первых 5 пластинок группы питерского периода, начиная с «Comeback».
Песня «Последнее лето» посвящается памяти Юрия Тверитникова.
На песню «Страна» был снят клип. Режиссёр, оператор, монтажёр — Максим Зорин, 2012. Трек был также записан проектом «Подпольный Фронт».

## О создании
Чернецкий: «Мы спешили с записью альбома, поскольку хотели успеть до отъезда Андрея Васильева в Израиль. Записали все его гитары, и гитары Вадима Курылёва. Иван Васильев и Антон Вишняков (музыканты группы „ДДТ“) сыграли на духовых инструментах. Чуть позже мы записали с Чижом гитары и клавишные. Я его всегда приглашаю, поскольку он очень хорошо чувствует мои песни, даже не зная их. Когда он пришёл на студию — не слышал ни одной песни, а некоторые были даже без вокала. Тем не менее, мужественно попытался сыграть там соло. После записи дяди Миши (саксофон) — сведение. Нам было не обойтись без помощи друзей, которые помогли деньгами на запись альбома.
Объявление конкурса в интернете произошло спонтанно… Я лежал в больнице, мне было нечего делать… Хотя это немного странно — просить людей, которые не знают новых песен — их слышали только единицы на концерте. Я очень давно не писал, лет пять, а сейчас, буквально за четыре-пять месяцев написал большое количество. Есть строка „Становись, тем, кто есть“. Это фраза художника Пикассо».
В 2014 году, в составе антологии «Чёрный ворон — я не твой! Том I. Студия», альбом был переиздан, добавлен 11-й трек «Больше рок-н-ролла!» (Петербургская студия грамзаписи, 21—23 октября 2013 г. Запись и сведение — Владимир Носырев).

## Песни
Слова и музыка — Александр Чернецкий
1. Становись! — 4:04
2. Тревожная — 2:57
3. Бесы — 2:58
4. Чернец — 4:52
5. Святые 90-е — 4:28
6. Мне нужна твоя помощь! — 3:53
7. МЕТАЛЛ — 3:43
8. Последнее лето — 4:26
9. Страна — 3:39
10. Хочется жить! — 4:25

## Музыканты
- Александр Чернецкий — вокал
- Вадим Курылёв — бас, гитары, органола, гармоника, бэк-вокал
- Андрей «Худой» Васильев — электрогитара
- Михаил Нефёдов — ударные
- Сергей «Чиж» Чиграков — электрогитара, клавишные
- Михаил «Дядя Миша» Чернов — саксофон
- Иван Васильев — труба
- Антон Вишняков — тромбон

## Персонал
- Александр Карнишов — запись, сведение
- Валерий Кочегуро — запись
- Борис Истомин — мастеринг
- Анатолий Ясинский, Татьяна Кирсанова — дизайн
- Инна Чернецкая — директор группы